# Llullataruca shockeyi
Llullataruca shockeyi è un mammifero litopterno estinto, appartenente ai macraucheniidi. Visse nel Miocene medio (circa 14-13 milioni di anni fa) e i suoi resti fossili sono stati ritrovati in Bolivia. 

## Descrizione
Questo animale è noto solo per resti incompleti, principalmente una mandibola con denti, ma dal raffronto con animali simili meglio conosciuti, come Cramauchenia, si può ipotizzarne l'aspetto: Llullataruca doveva essere un animale di dimensioni medie, vagamente simile a un piccolo cervo privo di corna, dalla struttura relativamente snella. Si stima che non dovesse superare di molto i 50 chilogrammi di peso, e ciò lo rendeva uno dei più piccoli macraucheniidi conosciuti.

## Classificazione
Descritto per la prima volta nel 2018, Llullataruca shockeyi è noto per una mandibola comprendente l'intera dentatura inferiore, alcuni denti superiori e vari elementi postcranici rinvenuti in Bolivia, nel dipartimento di Tarija (Quebrada Honda). Altri resti frammentari, attribuibili allo stesso genere, sono stati ritrovati in terreni leggermente più antichi nella zona di Cerdas.
Llullataruca è un membro dei macraucheniidi, la famiglia più nota dei litopterni, comprendente animali di dimensioni medio-grandi e dalla struttura corporea paragonabile a quella di cervi o cammelli. In particolare, Llullataruca è stato attribuito alla sottofamiglia (probabilmente parafiletica) dei Cramaucheniinae, comprendente i macraucheniidi meno derivati e più antichi; Llullataruca, rinvenuto in terreni del Miocene medio, dimostrerebbe che il morfotipo arcaico dei macraucheniidi era ancora presente in quest'epoca nelle parti settentrionali del Sudamerica, quando in Patagonia i cramaucheniini arcaici erano estinti almeno da 7 milioni di anni. 